# Lovie Smith
Pour les articles homonymes, voir Smith.
Lovie Smith, né le 8 mai 1958 à Gladewater au Texas, est un entraîneur de football américain.
Il a également été l'entraîneur principal des Bears de Chicago de 2004 à 2012 et des Buccaneers de Tampa Bay de 2014 à 2015 ainsi qu'au niveau universitaire avec les Fighting Illini de l'Illinois de 2016 à 2020. Avec les Bears, il a remporté l'honneur d'Entraîneur de l'année en 2005 en plus de mener son équipe aux portes du Super Bowl XLI la saison suivante, qui se conclut par une défaite contre les Colts d'Indianapolis.

## Biographie

### Jeunesse
Il a joué au niveau universitaire pour le Golden Hurricane de l'université de Tulsa de 1976 à 1979 en tant que linebacker et defensive back.

### Carrière d'entraîneur
Après la fin de sa carrière universitaire, il commence une carrière d'entraîneur en 1980 en devenant le coordinateur défensif de l'équipe de football américain de son école secondaire à Big Sandy. L'année suivante, il rejoint la Cascia Hall Preparatory School à Tulsa en tant qu'entraîneur des defensive backs et des wide receivers.
En 1983, il rejoint son ancienne équipe universitaire, le Golden Hurricane de Tulsa, en tant qu'entraîneur des linebackers. Il occupe par la suite ce même poste chez les Badgers du Wisconsin, les Sun Devils d'Arizona State et les Wildcats du Kentucky. Il a également occupé le poste d'entraîneur des defensive backs chez les Volunteers du Tennessee et les Buckeyes d'Ohio State.
Il obtient son premier emploi dans une équipe professionnelle lorsqu'il est nommé entraîneur des linebackers des Buccaneers de Tampa Bay sous les ordres de Tony Dungy. En 2001, il rejoint les Rams de Saint-Louis en tant que coordinateur défensif. L'escouade défensive des Rams s'est grandement améliorée sous Smith, qui était l'équipe ayant concédée le plus de points la saison suivante. Il aide les Rams à se rendre jusqu'au Super Bowl XXXVI, mais ils perdent face aux Patriots de la Nouvelle-Angleterre.
En 2004, il est nommé entraîneur principal des Bears de Chicago. Après une première saison difficile avec un bilan de 5 victoires contre 11 défaites, son équipe connaît un revirement de situation la saison suivante avec un bilan de 11 victoires contre 5 défaites en plus d'être l'équipe ayant concédé le moins de points dans la ligue. Premiers de la division NFC Nord et deuxièmes de la conférence NFC, les Bears menés par Smith se qualifient en phase éliminatoire et bénéficient d'un laissez-passer pour le deuxième tour. Son équipe perd toutefois durant ce tour face aux Panthers de la Caroline. L'équipe s'étant grandement améliorée par rapport à l'année précédente, Smith est désigné entraîneur de l'année au terme de la saison.
Durant la saison 2006, il mène les Bears au meilleur bilan de la NFC avec un bilan de 13 victoires contre 3 défaites. Smith et les Bears battent les Seahawks de Seattle puis les Saints de La Nouvelle-Orléans pour se qualifier au Super Bowl XLI. Face aux Colts d'Indianapolis menés par son ancien collègue et ami Tony Dungy, son équipe perd le match ultime 29 à 17. 
Après trois saisons sans se qualifier en phase éliminatoire, les Bears retournent en éliminatoires lors de la saison 2010, mais perdent la finale de conférence face aux Packers de Green Bay. En 2012, les Bears connaissent une excellente première moitié de saison avec sept des huit premiers matchs remportés. L'équipe de Smith s'effondre toutefois en perdant cinq des six matchs suivants. Malgré un bilan de 10 victoires et 6 défaites, les Bears sont exclus de la phase éliminatoire. Smith est renvoyé par les Bears au terme de la saison.
En janvier 2014, il devient l'entraîneur principal des Buccaneers de Tampa Bay. Après n'avoir cumulé que 8 victoires en deux saisons, il est renvoyé par les Buccaneers dès la conclusion de la saison 2015.
En mars 2016, il est nommé entraîneur principal des Fighting Illini de l'Illinois de l'université de l'Illinois. Après cinq saisons avec Illinois, il est renvoyé par l'équipe universitaire le 13 décembre 2020.
Il retourne dans la NFL en 2021 en rejoignant les Texans de Houston en tant que coordinateur défensif et assistant entraîneur principal à David Culley. À la suite du renvoi de ce dernier après la saison, Smith est promu au poste d'entraîneur principal par les Texans le 7 février 2022.